# State of Origin 2016
Navigation
Édition précédente Édition suivante
Le State of Origin 2016 est la trente sixième édition du State of Origin, qui se déroulera du 1er juin au 13 juillet 2016 avec trois matchs à l'ANZ Stadium de Sydney (2) et au Suncorp Stadium de Brisbane (1).

## Déroulement de l'épreuve

### Première rencontre
| 1er juin 2016 20:15 | NSW Blues                                                 | 4 - 6 (4 - 6) | Qld Maroons                                                                              | ANZ Stadium, Sydney 80 251 spectateurs Arbitre : Gerard Sutton, Ben Cummins |
| 1er juin 2016 20:15 | Essai(s) : Cordner (25e) Transformation(s) : Reynolds 0/1 |               | Essai(s) : Gagai (37e) Transformation(s) : Thurston 0/1 Pénalité(s) : Thurston 1/1 (15e) | ANZ Stadium, Sydney 80 251 spectateurs Arbitre : Gerard Sutton, Ben Cummins |
| 1er juin 2016 20:15 |                                                           |               |                                                                                          | ANZ Stadium, Sydney 80 251 spectateurs Arbitre : Gerard Sutton, Ben Cummins |

NSW : 1 Moylan, 2 Ferguson, 3 Jennings, 18 Morris, 5 Mansour, 6 Maloney, 7 Reynolds, 8 Woods, 9 Farah, 15 Tamou, 11 Cordner, 12 Jackson, 10 Gallen  (c) remplaçants: 13 G.Bird, 14 Walker, 16 Klemmer, 17 Fifita, (19 Frizell, 20 J.Bird), entraineur: Laurie Daley

Qld: 1 Boyd, 2 Oates , 3 Inglis, 4 O'Neill, 5 Gagai, 6 Thurston, 7 Cronk, 8 Scott, 9 Smith (c), 10 Myles , 11 Gillett, 12 Thaiday, 13 Parker,  remplaçants: 14 Morgan, 15 McGuire, 16 Guerra, 17 Papalii, (18 Lillyman, 19 Cooper), entraineur: Kevin Walters

Homme du Match : Matt Gillett (Qld)

### Deuxième rencontre
| 22 juin 2016 20:15 | Qld Maroons | 26 - 16 (10 - 4) | NSW Blues | Suncorp Stadium, Brisbane 52 293 spectateurs Arbitre : Gerard Sutton, Ben Cummins |
| 22 juin 2016 20:15 | Essai(s) : Gagai 3 (32e, 47e, 63e), Oates (73e) Transformation(s) : Thurson 3/4 (34e, 49e, 74e) Pénalité(s) : Thurston 2/2 (7e, 21e) |                  | Essai(s) : Frizell (57e), Maloney (67e) Transformation(s) : Reynolds 1/1 (58e), Maloney 1/1 (68e) Pénalité(s) : Reynolds 2/2 (11e, 15e) | Suncorp Stadium, Brisbane 52 293 spectateurs Arbitre : Gerard Sutton, Ben Cummins |
| 22 juin 2016 20:15 | |                  | | Suncorp Stadium, Brisbane 52 293 spectateurs Arbitre : Gerard Sutton, Ben Cummins |

Qld: 1 Boyd, 2 Oates , 3 Inglis, 4 O'Neill, 5 Gagai, 6 Thurston, 7 Cronk, 8 Scott, 9 Smith (c), 10 McGuire, 11 Gillett, 12 Thaiday, 13 Parker,  remplaçants : 14 Morgan, 15 Lillyman, 16 Guerra, 17 Papalii, (18 Lowe), entraineur : Kevin Walters

NSW : 1 Moylan, 2 Ferguson, 3 Jennings, 14 Walker, 5 Mansour, 6 Maloney, 7 Reynolds, 8 Woods, 9 Farah, 10 Tamou, 15 Frizell, 12 Jackson, 13 Gallen  (c) remplaçants : 11 G.Bird, 16 Klemmer, 17 Fifita, 18 J.Bird, (19 Cartwright), entraineur : Laurie Daley

Homme du Match : Cameron Smith (Qld)

### Troisième rencontre
| 13 juillet 2016 20:15 | NSW Blues | 18 - 14 (6 - 4) | Qld Maroons | ANZ Stadium, Sydney 61 267 spectateurs Arbitre : Gerard Sutton, Ben Cummins |
| 13 juillet 2016 20:15 | Essai(s) : Frizell (22e), Fifita (42e), Jennings (79e) Transformation(s) : Maloney 2/2 (23e, 43e), Gallen 1/1 (80e) Carton(s) jaune(s) : Fifita (52e) |                 | Essai(s) : Inglis (5e), Cooper (52e), Boyd (74e) Transformation(s) : Thurston 1/3 (53e) Carton(s) jaune(s) : Cronk (31e) | ANZ Stadium, Sydney 61 267 spectateurs Arbitre : Gerard Sutton, Ben Cummins |
| 13 juillet 2016 20:15 | |                 | | ANZ Stadium, Sydney 61 267 spectateurs Arbitre : Gerard Sutton, Ben Cummins |

NSW : 1 Tedesco, 2 Ferguson, 3 Jennings, 4 Dugan, 5 Mansour, 14 Moylan, 7 Maloney, 8 Woods, 9 Farah, 10 Gallen (c) , 11 Graham, 12 Jackson, 13 Frizell, remplaçants: 6 J.Bird, 15 Tamou, 16 Klemmer, 17 Fifita, (18 Cartwright, 19 T.Trbojevic, 20 J.Trbojevic), entraineur : Laurie Daley

Qld: 1 Boyd, 2 Oates , 3 Inglis, 4 O'Neill, 5 Gagai, 6 Thurston, 7 Cronk, 8 Scott, 9 Smith (c), 10 Myles, 11 Gillett, 12 Thaiday, 13 Parker,  remplaçants: 14 Cooper, 15 McGuire, 16 Guerra, 17 Lillyman, (18 Kaufusi), entraineur : Kevin Walters

Homme du Match : James Maloney (NSW)

## Médias
Les droits télévisuels appartiennent à Channel Nine en Australie, Sky Sports en Nouvelle-Zélande, BeIN Sport en France, Premier Sport au Royaume-Uni, Fox Soccer aux États-Unis, Sportsnet World au Canada.